# Hermannstraße (métro de Berlin)
À ne pas confondre avec Hermannplatz (métro de Berlin)
Hermannstraße est une station du métro de Berlin à Berlin-Neukölln. Elle est le terminus sud de la Ligne 8. Elle a été fermée pour rénovation d'août 2013 à septembre 2014.